# جامعة المرقب
جامعة المرقب هي جامعة حكومية ليبية تتبع وزارة التعليم العالي والبحث العلمي. تقع في المنطقة الممتدة على الشريط الساحلي للبحر الأبيض المتوسط، وكلياتها موزعة بين المدن التالية: القربوللي، مسلاتة، قصر خيار، الخمس ويقع مركز إدارتها في مدينة الخمس. أُطلق على جامعة المرقب (قديماً) عدَّة تسميات، أولها الانتفاضة 1991، ثم ناصر 1992، وأخيراً المرقب، حيث صدر القرار رقم (77) لسنة:2001 م الذي عُدلت بموجبه تسمية الجامعة، لتصبح جامعة المرقب، ومقرها مدينة الخمس، وآلت إلى الجامعة كافة الكليات والفروع، والأصول الثابتة والمنقولة، وحلَّت محلَّ الجامعة السابقة في كافة الحقوق والالتزامات. تعد الجامعة من الجامعات الأساسية في ليبيا وهي عضو في اتحاد الجامعات العربية واتحاد جامعات العالم الإسلامي.

## وصلات خارجية
- الموقع الرسمي لجامعة المرقب